# Далл’Олио, Паоло
Паоло Далл’Олио (итал. Paolo Dall'Oglio, 17 ноября 1954, Рим — 2013) — итальянский священник-иезуит и борец за мир. Он был выслан из Сирии правительством в 2012 году за встречи с представителями оппозиции и критику предполагаемых действий сирийского правительства во время гражданской войны в Сирии. Он был похищен Исламским государством Ирака и Леванта 29 июля 2013 года.
До своего похищения он три десятилетия служил в Дейр-Мар-Муса, монастыре VI века в 80 километрах (50 миль) к северу от Дамаска. Ему приписывают реконструкцию комплекса Мар Муса и его преобразование в центр межконфессионального диалога.
В феврале 2019 года появились новости о том, что он, возможно, всё ещё жив в провинции Дайр-эз-Заур, Сирия.

## Биография
В 1975 году Паоло Далл’Олио вступил в орден иезуитов. Он провёл послушничество в Италии, а затем начал изучать арабский язык и исламоведение в Бейруте, Ливан, и Дамаске, Сирия.
В 1982 году он исследовал руины древнего сирийского монастыря Святого Моисея Абиссинца (Дейр-Мар-Муса), восходящего к VI веку и заброшенного с XIX века.
В 1984 году Далл’Олио был рукоположен в священники по сирийско-католическому обряду. В том же году он получил степень по арабскому языку и исламоведению в Восточном университете Неаполя «L’Orientale» и по католическому богословию в Папском григорианском университете.
В 1986 году он получил ещё одну степень — магистра миссиологии в Папском григорианском университете.
В 1989 году он получил степень доктора философии в Папском Григорианском университете. Написал докторскую диссертацию на тему «О надежде в исламе».
В 1992 году он основал смешанную монашеско-экуменическую Общину аль-Халил («Друг Бога» — библейское и кораническое имя патриарха Авраама на арабском языке), посвящённую мусульманско-христианскому диалогу и расположенную сначала в отреставрированном Дейр-Мар-Муса.
В 2009 году Далл’Олио получил двойную степень почётного доктора Католического университета Лувена и Лёвенского католического университета.
Он регулярно сотрудничал с журналом «Popoli», международным журналом итальянских иезуитов, основанным в 1915 году.

## Роль в сирийской гражданской войне
В 2011 году Далл’Олио написал статью, призывающую к мирному демократическому переходу в Сирии на основе того, что он назвал «консенсуальной демократией». Он также встретился с активистами оппозиции и принял участие в панихиде по 28-летнему христианскому кинорежиссёру Басселю Шехаде, убитому в Хомсе.
Сирийское правительство отреагировало резко и издало приказ о высылке. Далл’Олио пару месяцев игнорировал приказ и продолжал жить в Сирии. Однако после публикации открытого письма специальному посланнику ООН Кофи Аннану в мае 2012 года он подчинился своему епископу, который призвал его покинуть страну. Он покинул Сирию 12 июня 2012 года и присоединился в изгнании к недавно созданной Дейр Марьям аль-Адра своей общины в Сулеймании, Иракский Курдистан.
В декабре 2012 года Далл’Олио был удостоен Премии мира итальянского региона Ломбардия, присуждаемой лицам, проделавшим выдающуюся работу в области миростроительства.
В конце июля 2013 года Далл’Олио вошёл на территорию, удерживаемую повстанцами, на востоке Сирии, но вскоре был похищен боевиками Исламского Государства Ирака и Леванта во время прогулки по Ракке 29 июля. Источники оппозиции из Ракки сообщили, что Паоло Далл’Олио был казнён экстремистской группой, а его тело брошено в яму в городе Ракка, называемую «Аль-Хута». Мёртвых солдат, лояльных Асаду, часто бросали в ту же яму. Эти данные пока не подтверждены.
Тем не менее, программа «Награды за справедливость» предлагает 5 миллионов долларов за информацию о сети ИГИЛ, ответственной за похищение христианских священнослужителей: Махера Махфуза, Майкла Кайяла, Йоханны Ибрагим, Булоса Язиджи и Паоло Далл’Ольо.

## Избранная библиография
- (итал.) Speranza nell'Islam: Interpretazione della prospettiva escatologica di Corano XVIII, 365 pp., Marietti, Milano 1991, ISBN 978-8-8211-7461-2
- (фр.) Amoureux de l'islam, croyant en Jésus, in cooperation with Églantine Gabaix-Hialé, предисловие Régis Debray, 190 pp., Les Editions de l'Atelier, Paris 2009, ISBN 978-2-7082-4044-5
- (итал.) La sete di Ismaele. Siria, diario monastico islamo-cristiano, Gabrielli Editori, Verona 2011, ISBN 978-8-8609-9141-6
- (фр.) La démocratie consensuelle, pour l’unité nationale, 27 July 2011, опубликовано на официальном сайте монастыря Мар Муса
- (фр.) La rage et la lumière, in cooperation with Églantine Gabaix-Hialé, Les Editions de l'Atelier, Paris, May 2013